# Бурий колір
Бурий колір (барнавий) — колір, темний відтінок коричневого кольору. Найбільш однорідні відтінки представлені в словосполученнях «бурий ведмідь» і «бурий залізняк». В обох випадках передбачається приблизно однаковий колір. Мало кому невідомо вираз «сіро-буро-малиновий». Воно використовується у разі необхідності вказати на невизначений або змішаний тон.

## Кольорова градація

### Бурий колір

#### Освітлення
| Відтінки в білий |         |         |         |         |         |         |
| #755a57          | #8b7371 | #a28e8b | #b8a9a7 | #d0c5c4 | #e7e2e1 | #ffffff |

#### Затемнення
| Відтінки в чорний |         |         |         |         |         |         |
| #755a57           | #614b49 | #4d3c3b | #3b2e2d | #292120 | #181414 | #000000 |

### Брунатно-бурий колір

#### Освітлення
| Відтінки в білий |         |         |         |         |         |         |
| #80461b          | #98623e | #af8061 | #c49e87 | #d9bead | #ecded5 | #ffffff |

#### Затемнення
| Відтінки в чорний |         |         |         |         |         |         |
| #80461b           | #6a3b18 | #553016 | #412613 | #2d1c0f | #1c1108 | #000000 |